# Rafflesia tuan-mudae
Rafflesia tuan-mudae este o specie de plante parazite din genul Rafflesia, familia Rafflesiaceae, ordinul Malpighiales, descrisă de Odoardo Beccari. Conform Catalogue of Life specia Rafflesia tuan-mudae nu are subspecii cunoscute.